# Bernard Ptak
Bernard Adam Ptak (ur. 9 sierpnia 1954 w Mościszkach) – polski polityk, technik rolnik, poseł na Sejm RP V kadencji.

## Życiorys
W 1974 ukończył Państwowe Technikum Rolnicze w Grzybnie. Od 1969 do 1977 należał do ZMW. W latach 1974–1977 pracował jako stażysta, a następnie jako magazynier w Państwowym Gospodarstwie Rolnym w Starym Bojanowie. Później do 1980 kierował Stacją Hodowli Roślin „Dusina”. W latach 1980–1989 był prezesem zarządu Rolniczej Spółdzielni Produkcyjnej „Zbęchy”. Następnie prowadził własne gospodarstwo rolne o powierzchni 1 ha w Lubiniu. Od 1997 do 2004 był członkiem Rady Społecznej KRUS. Należy do Forum Rolniczego Powiatu Kościańskiego. W 2008 objął funkcję prezesa zarządu Spółdzielni „Solidarna Grupa Rolników Lubiń”, w 2009 został dyrektorem w towarzystwie ubezpieczeń wzajemnych.
Od 1977 do rozwiązania należał do Polskiej Zjednoczonej Partii Robotniczej. W 1992 współtworzył wielkopolskie struktury ZZR „Samoobrona” oraz partii Przymierze Samoobrona (działającej następnie pod nazwą Samoobrona Rzeczpospolitej Polskiej). Wszedł w skład władz wojewódzkich obu organizacji. Stanął też na czele struktur Samoobrony RP w Kościanie. W 1998 koordynował strajki rolnicze w województwie leszczyńskim. Bez powodzenia kandydował do Sejmu w wyborach parlamentarnych w 1993 oraz wyborach w 2001 (otrzymał 4694 głosów). W wyborach samorządowych w 1998 bezskutecznie ubiegał się o mandat w sejmiku wielkopolskim z ramienia Przymierza Społecznego. Od 2002 do 2005 był radnym powiatu kościańskiego. Do 2002 pełnił funkcję asystenta posła Tadeusza Wojtkowiaka.
W wyborach w 2005 został z listy Samoobrony RP wybrany posłem na Sejm V kadencji z okręgu kaliskiego, otrzymując 7023 głosy. Zasiadał w Komisji Administracji i Spraw Wewnętrznych oraz w Komisji Rolnictwa i Rozwoju Wsi. We wrześniu 2006 został wystąpił z klubu parlamentarnego Samoobrony RP, a następnie został wykluczony z tej partii. Przeszedł do nowo powstałego klubu parlamentarnego Ruchu Ludowo-Narodowego. Po jego rozpadzie został członkiem koła o tej nazwie, które od kwietnia 2007 nosiło nazwę Koła Posłów Bezpartyjnych. Od sierpnia 2007 był posłem niezrzeszonym.
W przedterminowych wyborach parlamentarnych w tym samym roku bez powodzenia ubiegał się o ponowny mandat poselski z list wyborczych Prawa i Sprawiedliwości (otrzymał 3548 głosów. W 2008 wszedł w skład zarządu wojewódzkiego Stronnictwa „Piast”. W 2009 na krótko wrócił do Samoobrony RP, gdzie pełnił funkcję wiceprzewodniczącego jej struktur w województwie wielkopolskim.
W październiku 2008 Sąd Rejonowy w Kościanie skazał go na karę 8 miesięcy pozbawienia wolności z warunkowym zawieszeniem jej wykonania na okres trzech lat próby oraz na grzywnę za stosowanie gróźb karalnych.

## Życie prywatne
Jest żonaty, ma czworo dzieci.